# SPEED MEMORIAL LIVE “One More Dream” + Remix!!!
《SPEED MEMORIAL LIVE "One More Dream" + Remix!!!》是日本女子樂團SPEED的第1張現場專輯。2001年12月19日，在SPEED2000年解散之後第一次再結成時發行。
專輯收錄了2001年10月6日SPEED一夜期限再結成時，在兵庫縣淡路島為阪神大地震重建復興舉行的慈善演唱會的音源。包含了SPEED大部分經典歌曲個新取《One More Dream》，專輯名稱就是以新曲名字命名。演唱會途中部分的歡呼聲和CM也收錄在內。
和單曲《One More Dream》一樣，專輯完全限定生產且沒有追加生產。Oricon公信榜在榜期間銷量為808,687張。
專輯的收益一部分經過日本唱片業協會轉交於難民支援。

## 收錄曲目
1. Opening~ALL MY TRUE LOVE
2. STEADY
3. Wake Me Up!
4. ALIVE
5. Carry On my way
6. White Love
7. Body & Soul
8. Go! Go! Heaven
9. One More Dream
10. （Lovely Friendship ）
11. my graduation

[Remix]
1. ALL MY TRUE LOVE -Za downtown weekend mix-
2. STEADY -Za downtown smoove mix-
3. White Love -Gospel mix-

## 製作人員
- 作詞、作曲：伊秩弘將（全曲）
- 演唱會編曲：水島康貴（1～11）
- Remix：BANANA ICE（12～13）、松原憲(14)